# Мелькефосс ГЭС
Мелькефосс (норв. Melkefoss kraftverk) — гидроэлектростанция на реке Паз в коммуне Сёр-Варангер (Финнмарк, Норвегия). Входит в Пазский каскад.
Электростанция принадлежит компании Pasvik Kraft. Для работы турбины используется падение реки в 10 м. Хотя электростанция расположена на реке, озеро Инари регулирует сток для всех Пазских ГЭС. Плотина имеет одну установленную турбину Каплана, мощностью 26 МВт. Среднегодовое производство на плотине 129 млн кВт·ч.